# Острови Антиподів

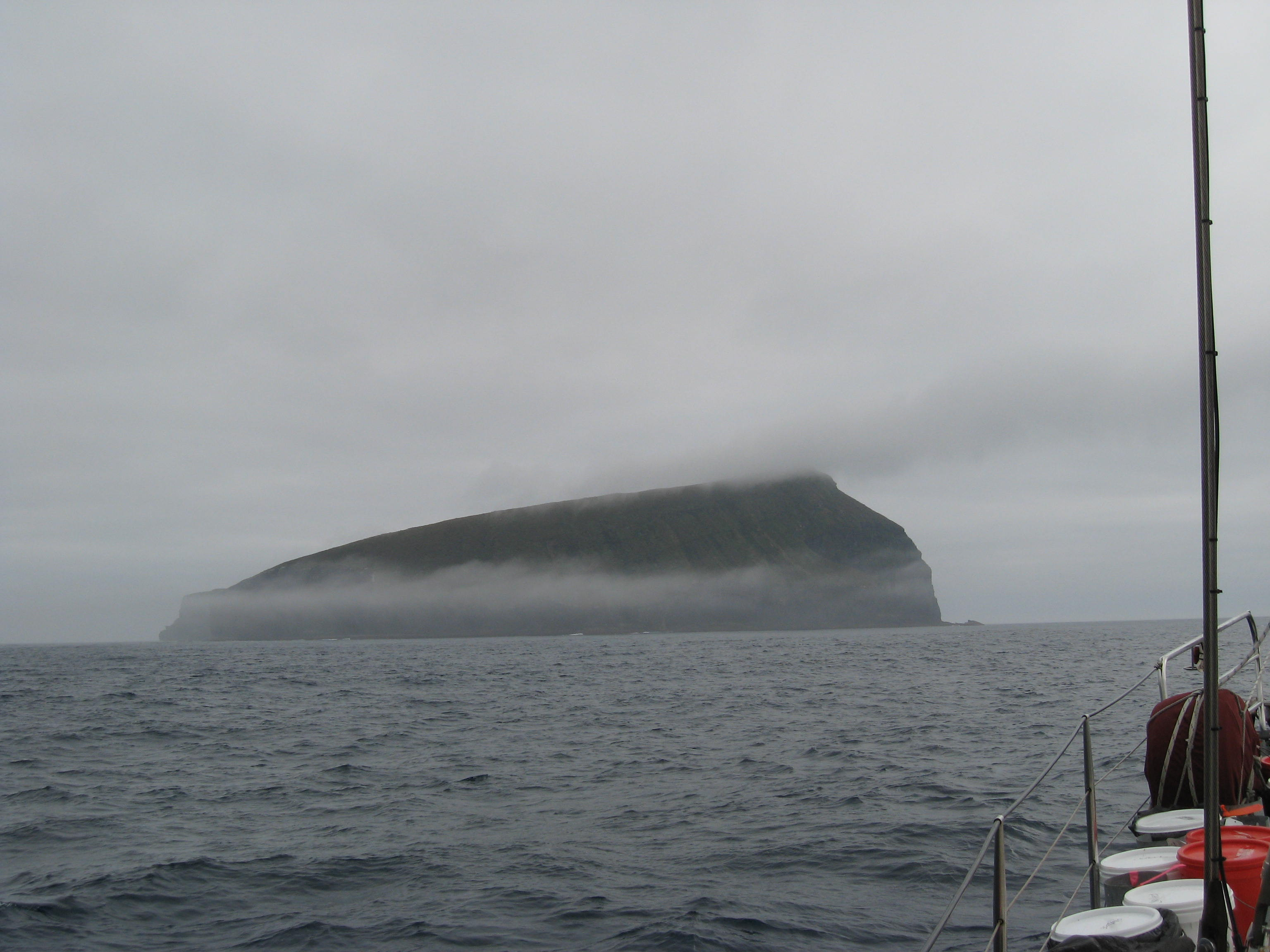
Острів Болланс, що входить до архіпелагу островів Антиподів

Острови Антиподів (маор. Moutere Mahue, досл. «Покинутий острів») — невеликий архіпелаг на південний схід від Нової Зеландії. Острови були відкриті в 1800 році. Площа архіпелагу — 60 км². Найбільші острови в архіпелазі — острів Антиподів (20 км²), острів Болланс (2 км²), також є велика кількість маленьких острівців та скель.
Свою назву острови отримали за протилежні відносно Великої Британії географічні координати. Водночас на французьких картах острови позначаються як Антиподи Парижа.
Клімат островів суворий і негостинний, однак, це улюблене місце пташиних базарів. На острові живуть рідкісні антиподські папуги. Постійних жителів на островах немає, лише зрідка архіпелаг відвідують наукові експедиції та поодинокі туристи.
Острови Антиподів — Світова спадщина ЮНЕСКО як частина Новозеландської Субантарктики.